# Orusts Sparbank

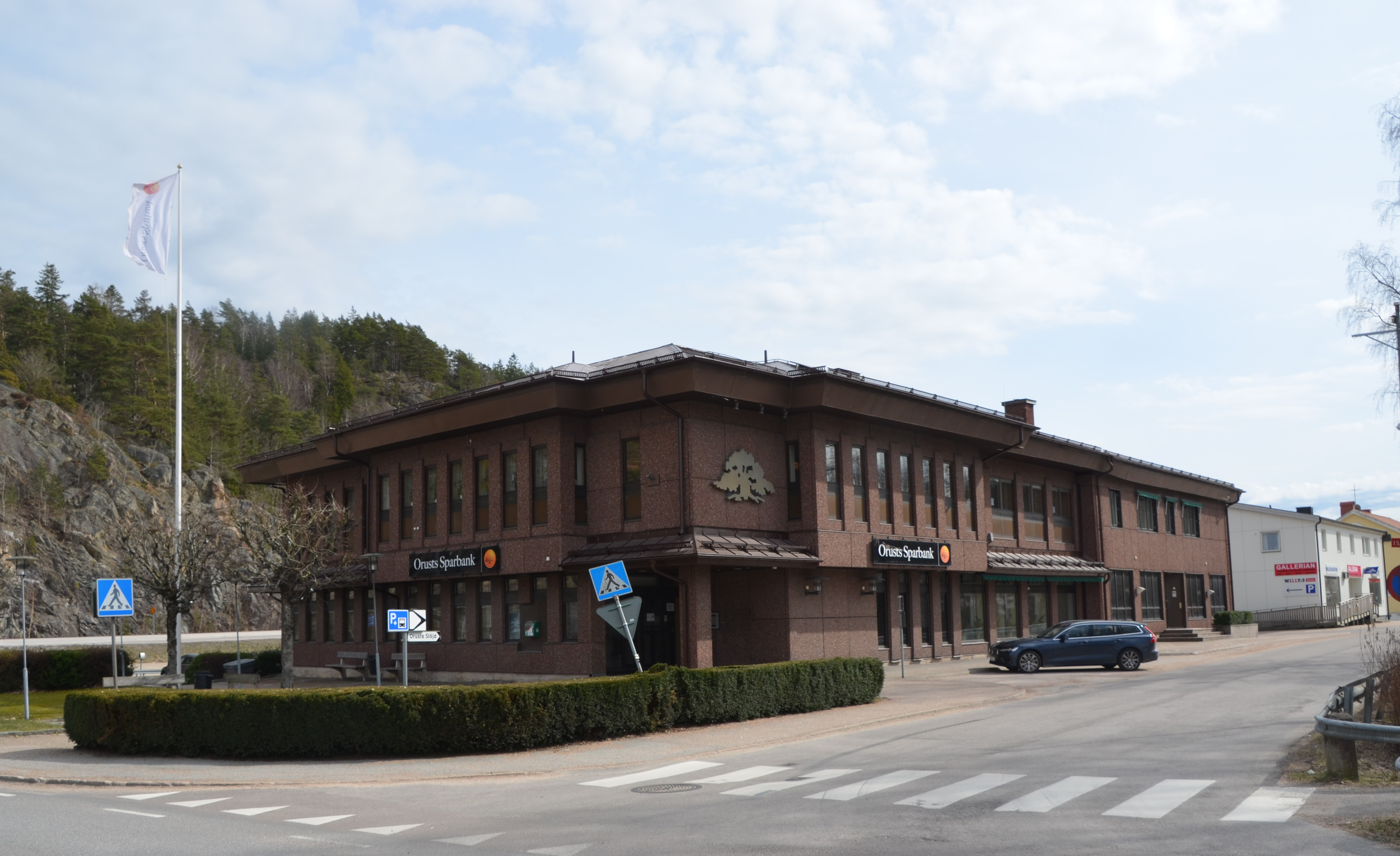
Orusts sparbanks huvudkontor i Henån

Orusts Sparbank är en sparbank med verksamhet i Orusts kommun. Banken lyder under sparbankslagen och är fristående, men genom samarbetsavtal står man Swedbank nära. Verksamheten startades i Nösund på Orust 1887, under namnet Tegneby Sparbank, och 1955 fick man sitt nuvarande namn. Affärsvolymen var 2007 cirka 10 miljarder kronor och man hade då bankkontor i Ellös, Varekil, Svanesund och Henån. 

## Bildgalleri

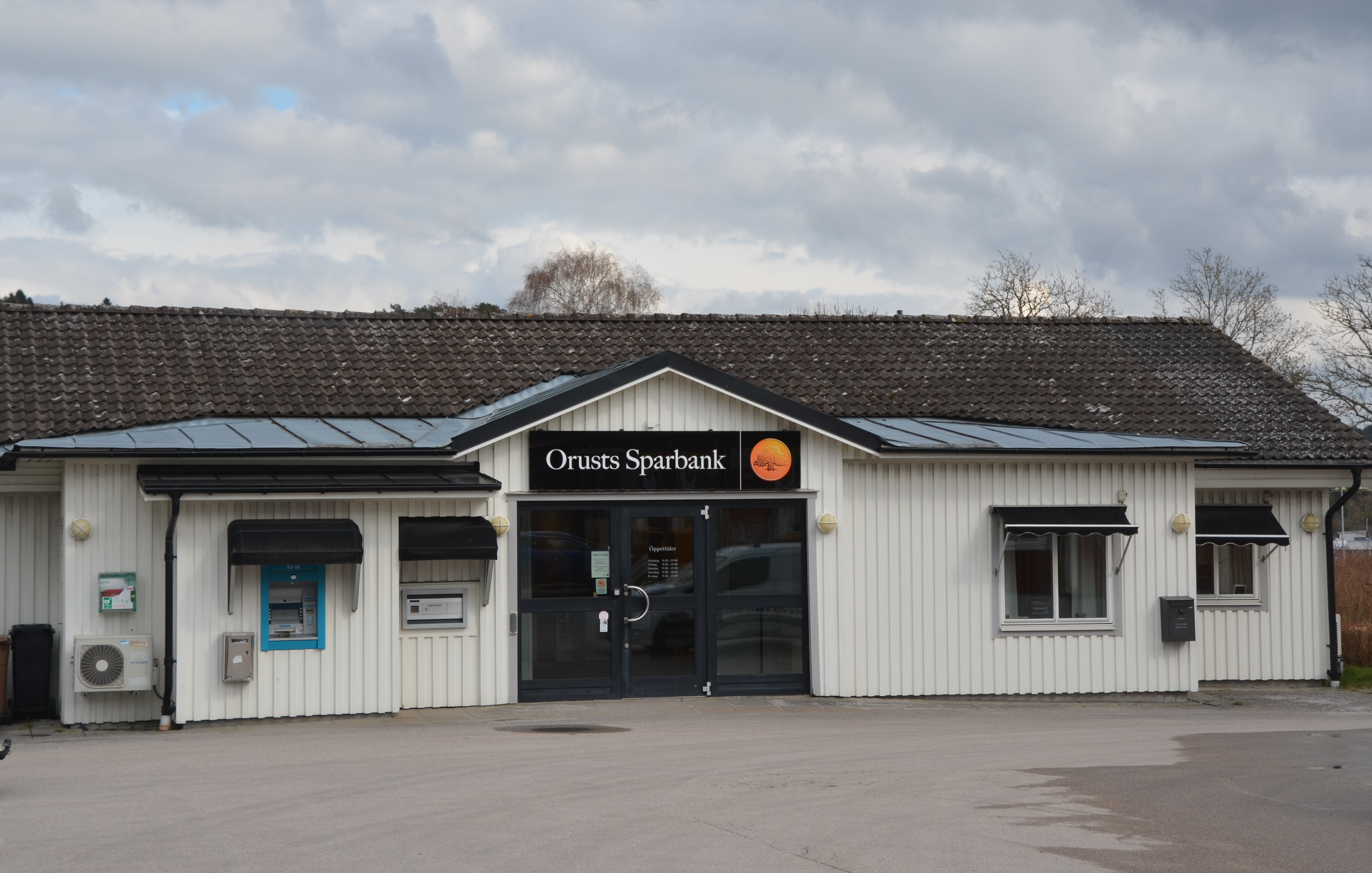
Kontoret i Varekil